# تامی آرمیت
تامی آرمیت (انگلیسی: Tommy Armitt؛ ۱ آوریل ۱۹۰۴ – ۱۵ اکتبر ۱۹۷۲) ورزشکار راگبی ۱۳ نفره اهل بریتانیا بود.